# (1883) Rimito
(1883) Rimito es un asteroide perteneciente al cinturón de asteroides descubierto el 4 de diciembre de 1942 por Yrjö Väisälä desde el observatorio de Iso-Heikkilä, Finlandia.

## Designación y nombre
Rimito se designó al principio como 1942 XA.
Más adelante fue nombrado por la ciudad finesa de Rymättylä.

## Características orbitales
Rimito orbita a una distancia media de 2,414 ua del Sol, pudiendo acercarse hasta 1,78 ua. Tiene una excentricidad de 0,2627 y una inclinación orbital de 25,48°. Emplea en completar una órbita alrededor del Sol 1370 días.